# Arvicanthis
Arvicanthis — рід досить великих гризунів родини Мишевих. 

## Опис тварин
Голова і тіло довжиною від 11 до 20 сантиметрів і від 9 до 16 см в довжину хвіст. Його вага становить від 50 до 180 грам. Має щетинистий покрив, колір дуже різне, від світло-сірого до темно-коричневого. Іноді ледь видна темніша спинна смуга. Низ тіла трохи світліший ніж верх. Вуха червонуваті, хвіст пухнастий, останній, як правило, коротший, ніж тіло, й такий же двоколірний як і тіло.

## Проживання
Поширення простягається від Аравійського півострова і долини Нілу на більшу частину Африки на південь від Сахари до Замбії. Африканські савани є найбільш важливим місцем проживання цих тварин. Їх нема в густих лісах, але зустрічаються в напівпустелі. У Ефіопії вони знаходяться в гірській місцевості на висоті 3700 метрів.

## Стиль життя
Це соціальні тварини. Вони живуть в групах, які складаються з кількох самців і самиць. Періодично, через кілька років відбувається демографічний вибух. 

## Види
- Arvicanthis abyssinicus (Rueppell, 1842)
- Arvicanthis ansorgei (Thomas 1910)
- Arvicanthis blicki (Frick, 1914)
- Arvicanthis nairobae (J. A. Allen, 1909)
- Arvicanthis neumanni (Matschie, 1894)
- Arvicanthis niloticus (Desmarest, 1822)
- Arvicanthis rufinus (Temminck, 1853)